# 马科梅尔
马科梅尔（義大利語：Macomer），是意大利撒丁大区努奥罗省的一个市镇。总面积122.58平方公里，人口10727人，人口密度87.5人/平方公里（2009年）。ISTAT代码为091044。